# 야마토역 (가나가와현)
야마토역(일본어: 大和駅, やまとえき)은 일본 가나가와현 야마토시에 있는 철도역이다.

## 타는 곳

### 오다큐 전철
| 1·2 | ■ 에노시마 선 | 쇼난다이・후지사와・가타세에노시마 방면   |
| 3·4 | ■ 에노시마 선 | 주오린칸・사가미오노・마치다・신주쿠 방면 |

### 사가미 철도
| 1 | ■ 본선 | 에비나 방면                           |
| 2 | ■ 본선 | 후타마타가와・요코하마・JR직통선 방면 |

## 역사
- 1926년 5월 12일: 진추 철도(현재: 사가미 철도) 야마토역이 영업 개시.
- 1929년 4월 1일: 오다와라 급행 철도(현재: 오다큐 전철) 니시야마토역이 영업 개시.
- 1944년 6월 1일: 야마토 역과 니시야마토 역을 통합. 야마토역으로 역 명칭을 변경.
- 1986년: 입체화 공사 착공.
- 1993년 8월 1일: 사가미 철도의 승강장이 입체화(지하로 이전).
- 1994년 11월 1일: 오다큐 전철의 승강장이 입체화.

## 인접역
| 오다큐 전철 ■ 에노시마 선 | 오다큐 전철 ■ 에노시마 선 | 오다큐 전철 ■ 에노시마 선        |
| ------------------------- | ------------------------- | -------------------------------- |
| 주오린칸 신주쿠 방면      | 쾌속급행                  | 쇼난다이 가타세에노시마 방면     |
| 미나미린칸 신주쿠 방면    | 급행                      | 조고 가타세에노시마 방면         |
| 쓰루마 신주쿠 방면        | 각역정차                  | 사쿠라가오카 가타세에노시마 방면 |
| 사가미 철도 ■ 본선        |                           |                                  |
| 세야 요코하마 방면        | 급행·각역정차             | 사가미오쓰카 에비나 방면         |